# Eduard Wagner
Eduard Wagner (Kirchenlamitz, Baviera; 1 de abril de 1894 - Zossen, 23 de julio de 1944) fue un militar alemán, general de artillería e intendente general de la Wehrmacht durante la Segunda Guerra Mundial. Fue uno de los responsables de la política de ocupación que provocó el hambre de la población civil y la muerte de cientos de miles de prisioneros de guerra soviéticos en el invierno de 1941/42 por un aprovisionamiento totalmente insuficiente de alimentos.
Participó en el complot que perpetró el atentado del 20 de julio de 1944 contra Adolf Hitler.

## Biografía
Eduard Wagner nació en Baviera, sirvió como cadete en el ejército imperial durante la Primera Guerra Mundial y luego fue uno de los miembros seleccionados del Reichswehr. 
En la Segunda Guerra Mundial, ejerció las funciones de intendente general del ejército asegurando la logística de la Wehrmacht en los territorios ocupados. En ese puesto tuvo que proporcionar abastecimiento extra y cooperación mutua entre la Wehrmacht y los comandos Einsatzgruppen en virtud a una directriz emanada por la Oficina Central de Seguridad del Reich a cargo de Reinhard Heydrich. Como tal tuvo acceso a todos los movimientos de estos escuadrones de la muerte que operaban tras las filas del ejército alemán en los territorios ocupados ejecutando a civiles sumariamente. En 1943, fue ascendido a general de artillería, y gracias a Otto Bräutigam tuvo acceso a un documento secreto de Heinrich Himmler en que se señalaba un programa de liquidación masiva de personas consideradas de raza inferior en Francia e Inglaterra, una vez ganada la guerra contra la Unión Soviética.
Wagner se unió al grupo militar de conspiradores encabezados por Friedrich Olbricht dando su aprobación para el Putsch si estaba también presente Heinrich Himmler en la reunión de Hitler en la Wolfsschanze (situación que no ocurrió) y desempeñó un pequeño rol logístico al proporcionar el Heinkel 111 que transportó de regreso a Claus von Stauffenberg y a Werner von Haeften a Berlín, ambos autores materiales del atentado del 20 de julio de 1944 en contra de Hitler.
Wagner fue considerado inmediatamente sospechoso de conspiración y, para evitar su detención por parte de la Gestapo y delatar a sus compañeros, se suicidó al mediodía del 23 de julio de 1944.